# Anette Bøe
Anette Bøe (ur. 5 listopada 1957 w Larviku) – norweska biegaczka narciarska, brązowa medalistka olimpijska, sześciokrotna medalistka mistrzostw świata, zdobywczyni Pucharu Świata.

## Kariera
Igrzyska olimpijskie w Lake Placid w 1980 r. były jej olimpijskim debiutem. Wraz z Berit Aunli, Brit Pettersen i Marit Myrmæl zdobyła tam brązowy medal w sztafecie 4 × 5 km. Na tych samych igrzyskach zajęła także 24. miejsce w biegu na 5 km techniką klasyczną. Nie znalazła się w kadrze Norwegii na igrzyska olimpijskie w Sarajewie w 1984 r. Wzięła za to udział w igrzyskach olimpijskich w Calgary. Zdołała tam jednak zająć zaledwie 20. miejsce w biegu na 20 km techniką dowolną.
W 1982 r. wystartowała na mistrzostwach świata w Oslo. Razem z Inger Helene Nybråten, Brit Pettersen i Berit Aunli zdobyła złoty medal w sztafecie. W swoim najlepszym indywidualnym starcie, w biegu na 5 km stylem dowolnym zajęła 4. miejsce. Walkę o brązowy medal przegrała z Pettersen o zaledwie 0,4 s. Mistrzostwa świata w Seefeld in Tirol były najbardziej udanymi w jej karierze. Zdobyła tam złoty medal w biegu na 10 techniką dowolną oraz brązowy w biegu na 20 km techniką klasyczną. Ponadto wraz z Anne Jahren, Grete Ingeborg Nykkelmo i Berit Aunli wywalczyła srebrny medal w sztafecie 4 × 5 km. Swoją medalową kolekcję powiększyła podczas mistrzostw świata w Oberstdorfie w 1987 r. Wspólnie z Marianne Dahlmo, Niną Skeime i Anne Jahren zdobyła srebrny medal w sztafecie. Jej najlepszym indywidualnym wynikiem na tych mistrzostwach było 5. miejsce w biegu na 5 km stylem klasycznym. Na kolejnych mistrzostwach już nie startowała.
W 1985 r. otrzymała medal Holmenkollen wraz z norweskim skoczkiem narciarskim Perem Bergerudem i szwedzkim biegaczem narciarskim Gunde Svanem. Poza biegami narciarskimi Anette Bøe uprawiała także triathlon, kolarstwo górskie i hokej na lodzie (jest dwukrotną mistrzynią Norwegii w hokeju). Za sukcesy osiągane w biegach i hokeju przyznano jej nagrodę Egebergs Ærespris w 2000 roku.

## Osiągnięcia

### Igrzyska olimpijskie
| Miejsce | Dzień     | Rok  | Miejscowość | Konkurencja            | Czas biegu | Strata   | Zwyciężczyni     |
| ------- | --------- | ---- | ----------- | ---------------------- | ---------- | -------- | ---------------- |
| 24.     | 15 lutego | 1980 | Lake Placid | 5 km stylem klasycznym | 15:06,92   | +1:10,43 | Raisa Smietanina |
| 3.      | 21 lutego | 1980 | Lake Placid | Sztafeta 4 × 5 km      | 1:02:11,10 | +2:02,40 | NRD              |
| 20.     | 25 lutego | 1988 | Calgary     | 20 km stylem dowolnym  | 55:33,6    | +3:52,2  | Tamara Tichonowa |

### Mistrzostwa świata
| Miejsce | Dzień       | Rok  | Miejscowość      | Konkurencja             | Czas biegu | Strata  | Zwyciężczyni            |
| ------- | ----------- | ---- | ---------------- | ----------------------- | ---------- | ------- | ----------------------- |
| 5.      | 19 lutego   | 1982 | Oslo             | 10 km stylem dowolnym   | 29:25,9    | +54,7   | Berit Aunli             |
| 4.      | 21 lutego   | 1982 | Oslo             | 5 km stylem dowolnym    | 14:30,2    | +18,4   | Berit Aunli             |
| 1.      | 24 lutego   | 1982 | Oslo             | Sztafeta 4 × 5 km       | 1:02:15,9  | -       | -                       |
| 8.      | 26 lutego   | 1982 | Oslo             | 20 km stylem klasycznym | 1:06:16,9  | +1:53,3 | Raisa Smietanina        |
| 1.      | 19 stycznia | 1985 | Seefeld in Tirol | 10 km stylem dowolnym   | 30:54,8    | -       | -                       |
| 1.      | 21 stycznia | 1985 | Seefeld in Tirol | 5 km stylem klasycznym  | 15:14,8    | -       | -                       |
| 2.      | 23 stycznia | 1985 | Seefeld in Tirol | Sztafeta 4 × 5 km       | 1:04:50,1  | +8,7    | ZSRR                    |
| 3.      | 26 stycznia | 1985 | Seefeld in Tirol | 20 km stylem klasycznym | 59:19,1    | +24,4   | Grete Ingeborg Nykkelmo |
| 19.     | 13 lutego   | 1987 | Oberstdorf       | 10 km stylem klasycznym | 31:49,5    | +2:23,8 | Anne Jahren             |
| 5.      | 16 lutego   | 1987 | Oberstdorf       | 5 km stylem klasycznym  | 14:45,7    | +16,8   | Marjo Matikainen        |
| 2.      | 18 lutego   | 1987 | Oberstdorf       | Sztafeta 4 × 5 km       | 58:08,8    | +37,3   | ZSRR                    |
| 6.      | 20 lutego   | 1987 | Oberstdorf       | 20 km stylem dowolnym   | 57:20,5    | +1:19,4 | Marie-Helene Westin     |

### Puchar Świata
W sezonach 1973/1974 - 1980/1981 Puchar Świata rozgrywany był nieoficjalnie.

#### Miejsca w klasyfikacji generalnej
- sezon 1978/1979: 10.
- sezon 1980/1981: 5.
- sezon 1981/1982: 5.
- sezon 1982/1983: 14.
- sezon 1983/1984: 10.
- sezon 1984/1985: 1.
- sezon 1985/1986: 40.
- sezon 1986/1987: 6.
- sezon 1987/1988: 32.

#### Zwycięstwa w zawodach
| Nr | Dzień       | Rok  | Miejscowość      | Konkurencja             | Czas biegu |
| -- | ----------- | ---- | ---------------- | ----------------------- | ---------- |
| 1. | 6 marca     | 1982 | Lahti            | 10 km stylem klasycznym | ?          |
| 2. | 8 marca     | 1984 | Oslo             | 20 km stylem klasycznym | ?          |
| 3. | 19 stycznia | 1985 | Seefeld in Tirol | 10 km stylem klasycznym | 30:54,8    |
| 4. | 14 lutego   | 1985 | Klingenthal      | 10 km stylem klasycznym | ?          |
| 5. | 18 lutego   | 1985 | Nové Město       | 5 km stylem klasycznym  | ?          |
| 6. | 9 marca     | 1985 | Falun            | 10 km stylem klasycznym | ?          |
| 7. | 16 marca    | 1985 | Oslo             | 20 km stylem klasycznym | ?          |
| 8. | 7 marca     | 1987 | Falun            | 30 km stylem dowolnym   | ?          |

#### Miejsca na podium
| Nr  | Dzień       | Rok  | Miejscowość      | Konkurencja             | Czas biegu | Strata | Miejsce | Zwyciężczyni            |
| --- | ----------- | ---- | ---------------- | ----------------------- | ---------- | ------ | ------- | ----------------------- |
| 1.  | 5 marca     | 1981 | Lahti            | 10 km                   | ?          | ?      | 3       | Barbara Petzold         |
| 2.  | 21 marca    | 1981 | Whitehorse       | 10 km                   | ?          | ?      | 2       | Whitehorse              |
| 3.  | 6 marca     | 1982 | Lahti            | 10 km stylem klasycznym | ?          | –      | 1       | –                       |
| 4.  | 12 marca    | 1982 | Falun            | 20 km stylem klasycznym | ?          | ?      | 3       | Brit Pettersen          |
| 5.  | 8 marca     | 1984 | Oslo             | 20 km stylem klasycznym | ?          | –      | 1       | –                       |
| 6.  | 17 marca    | 1984 | Štrbské Pleso    | 5 km stylem klasycznym  | ?          | ?      | 2       | Květa Jeriová           |
| 7.  | 19 stycznia | 1985 | Seefeld in Tirol | 10 km stylem klasycznym | 30:54,8    | –      | 1       | –                       |
| 8.  | 26 stycznia | 1985 | Seefeld in Tirol | 20 km stylem klasycznym | 59:19,1    | +24,4  | 3       | Grete Ingeborg Nykkelmo |
| 9.  | 14 lutego   | 1985 | Klingenthal      | 10 km stylem klasycznym | ?          | –      | 1       | –                       |
| 10. | 18 lutego   | 1985 | Nové Město       | 5 km stylem klasycznym  | ?          | –      | 1       | –                       |
| 11. | 9 marca     | 1985 | Falun            | 10 km stylem klasycznym | ?          | –      | 1       | –                       |
| 12. | 16 marca    | 1985 | Oslo             | 20 km stylem klasycznym | ?          | –      | 1       | –                       |
| 13. | 7 marca     | 1987 | Falun            | 30 km stylem dowolnym   | ?          | –      | 1       | –                       |